# Amata simplex
Amata simplex är en fjärilsart som beskrevs av Walker 1854. Amata simplex ingår i släktet Amata och familjen björnspinnare. Inga underarter finns listade i Catalogue of Life.